# كيفن لوتون
كيفن لوتون (بالإنجليزية: Kevin Lawton)‏ هو مجدف نيوزيلندي، ولد في 28 سبتمبر 1960 في أوكلاند في نيوزيلندا.

## وصلات خارجية
- كيفن لوتون على موقع الاتحاد الدولي للتجديف (الإنجليزية)
- كيفن لوتون على موقع اللجنة الأولمبية الدولية (الإنجليزية)
- كيفن لوتون على موقع أوليمبيديا (الإنجليزية)
- كيفن لوتون على موقع اللجنة الأولمبية النيوزيلندية (الإنجليزية)